# Ōita
Ōita (japanisch 大分市 Ōita-shi) ist eine Großstadt und Hafenstadt sowie Verwaltungssitz der Präfektur Ōita und liegt auf der japanischen Insel Kyūshū an der Beppu-Bucht.

## Geschichte
Ōita ist eine alte Burgstadt, in der zuletzt ein Zweig der Ōgyū-Matsudaira mit einem Einkommen von 22.000 Koku residierte.

## Wirtschaft
Die bedeutendsten ansässigen Firmen sind:
- Chemische Industrie: Kyūshū Mineralöl (九州石油) mit Erdölraffinerien und Asahi Kasei Chemicals (旭化成ケミカルズ)
- Elektroindustrie: Canon (キヤノン), Toshiba (東芝), Oita TS Halbleiter (大分ティーエスセミコンダクタ) und Asahi Solartechnik (朝日ソーラー)
- Stahlindustrie: Nippon Steel (新日本製鐵)
- Pharmazeutische Industrie: Asahi Kasei Medicals (旭化成メディカル)
- Schiffbauindustrie: Minaminippon Shipbuilding (南日本造船)
- Lebensmittelindustrie: Joyfull (ジョイフル)
- Handelskette: Tokiwa (トキハ)

Oita TS Halbleiter ist ein Joint Venture von Toshiba und Sony Computer Entertainment. Diese Firma war an der Produktion des Hauptprozessor der PlayStation 2, der sogenannte Emotion Engine, und Teilen um den Grafikprozessor der PlayStation 3 beteiligt.

## Kultur
- Takasakiyama Naturtierpark (高崎山自然動物園) (Takasakiyama Natural Zoological Garden)
- Oita Marine Palace Aquarium "Umitamago" (大分マリーンパレス水族館「うみたまご」)
- Ruine der Burg Funai (府内城址)
- Tanabata-Matsuri (七夕まつり) am ersten Wochenende im August

## Verkehr

### Straßenverkehr
- Ōita-Autobahn
- Nationalstraße 10: nach Kagoshima oder Kitakyūshū
- Nationalstraße 57: nach Nagasaki

### Schienenverkehr
- JR Nippō-Hauptlinie: nach Kokura oder Kagoshima
- JR Kyūdai-Hauptlinie: nach Kurume
- JR Hōhi-Hauptlinie: nach Kumamoto[1]
- früher: Bis 1961 bestand zwischen Ōita und Beppu eine Eisenbahnstrecke mit straßenbahnähnlichem Betrieb. Nach dem Unfall vom 26. Oktober 1961 wurde die Strecke stillgelegt.[2]

## Sport
Ōita ist die Heimat des Fußballvereins Ōita Trinita aus der J. League, dessen Spiele im Kyūshū Sekiyu Dome ausgetragen werden. Dieser war auch ein Austragungsort der Fußball-Weltmeisterschaft 2002 und der Rugby-Union-Weltmeisterschaft 2019.
Seit 1952 findet zwischen Beppu und Ōita der Beppu-Ōita-Marathon statt.

## Söhne und Töchter der Stadt
- Yukimatsu Shumpo (1897–1962), Maler
- Murayama Tomiichi (* 1924), 81. Premierminister von Japan
- Arata Isozaki (1931–2022), Architekt
- Yūsuke Santamaria (* 1971), Schauspieler
- Satoko Suetsuna (* 1981), Badmintonspielerin
- Tomoya Adachi (* 1985), Marathonläufer
- Hiroshi Kiyotake (* 1989), Fußballspieler
- Kōki Kotegawa (* 1989), Fußballspieler
- Takahiro Shikine (* 1997), Fechter
- Misaki Emura (* 1998), Fechterin
- Josei Sato (* 2004), Fußballspieler

## Angrenzende Städte und Gemeinden
- Beppu
- Usuki
- Taketa
- Yufu
- Bungo-Ōno

## Städtepartnerschaften
- Aveiro, Portugal (1978)
- Wuhan, Volksrepublik China (1979)
- Austin, Texas, Vereinigte Staaten (1990)
- Guangzhou, Volksrepublik China (1997)